# Pyrgotis eudorana
Pyrgotis eudorana är en fjärilsart som beskrevs av Edward Meyrick 1885. Pyrgotis eudorana ingår i släktet Pyrgotis och familjen vecklare. Inga underarter finns listade i Catalogue of Life.